# Xincheng (häradshuvudort)
Xincheng (kinesiska: 新城) är en häradshuvudort i Kina. Den ligger i provinsen Henan, i den centrala delen av landet, omkring 190 kilometer sydost om provinshuvudstaden Zhengzhou.
Runt Xincheng är det tätbefolkat, med 790 invånare per kvadratkilometer. Det finns inga andra samhällen i närheten. Trakten runt Xincheng består till största delen av jordbruksmark.
Genomsnittlig årsnederbörd är 998 millimeter. Den regnigaste månaden är augusti, med i genomsnitt 192 mm nederbörd, och den torraste är januari, med 9 mm nederbörd.